# Casiragüey-teri
Casiragüey-teri est une localité de la paroisse civile de Mavaca dans la municipalité d'Alto Orinoco dans l'État d'Amazonas au Venezuela, au confluent des ríos Padamo et Matacuní.